# KkStB 20 sorozatú szerkocsi
A kkStB 20 sorozatú szerkocsi háromtengelyes szerkocsisorozata volt az osztrák Császári és Királyi Osztrák Államvasutaknak (k.k. Staatsbahn, kkStB), melyek eredetileg a Galizische Carl Ludwig-Bahn-tól (CLB) származtak.
A CLB ezeket a szerkocsikat 1859-től Ringhoffer cégtől Prag-Smichovból és az Esslingeni Gépgyártól szerezte be.
A CLB államosítása után a kkStb a 20 szerkocsisorozatába osztotta be őket. Ezek a szerkocsik mind CLB eredetű mozdonyokkal üzemeltek, kivéve a 20.177-et, amely a kkStB 32 sorozatú Tarnów–Leluchówer Bahn-on üzemelő mozdonnyal szolgált.
| CLB A, B / kkStB 20 sorozatú szerkocsi | CLB A, B / kkStB 20 sorozatú szerkocsi | CLB A, B / kkStB 20 sorozatú szerkocsi |
| Műszaki adatok                         | Műszaki adatok                         | Műszaki adatok                         |
| -------------------------------------- | -------------------------------------- | -------------------------------------- |
| Tengelyek száma:                       | 3                                      | 3                                      |
| Tengelytávolság:                       | 3160 mm                                | 3160 mm                                |
| Kerékátmérő:                           | 995 mm                                 | 995 mm                                 |
| Vízkészlet                             | 8,8 m³                                 | 8,8 m³                                 |
| Tüzelőanyagkészlet:                    | 6,0 m³ szén                            | 6,0 m³ szén                            |
| Üres tömeg:                            | 10,0 t                                 | 10,0 t                                 |
| Szolgálati tömeg:                      | 25,0 t                                 | 25,0 t                                 |

## Fordítás
- Ez a szócikk részben vagy egészben  a   kkStB Tenderreihe 20 című német Wikipédia-szócikk fordításán alapul.  Az eredeti cikk szerkesztőit annak laptörténete sorolja fel. Ez a jelzés csupán a megfogalmazás eredetét és a szerzői jogokat jelzi, nem szolgál a cikkben szereplő információk forrásmegjelöléseként.